# Carteia
Carteia foi uma cidade romana da província da Bética. Suas ruínas estão localizadas na cidade de São Roque, na província de Cádis, na comunidade autônoma de Andaluzia, Espanha.

## História
Habitada desde tempos pré-históricos, a cidade de Carteia terá sido fundada pelos turdetanos. Mais tarde tornou-se um entreposto comercial fenício e evoluiu para uma cidade cartaginesa em cerca de 228 a.C.. A zona foi conquistada pelos romanos em 206 a.C. e, anos mais tarde, em 171 a.C. os descendentes resultantes dos relacionamentos entre militares romanos e as naturais da Hispânia solicitaram ao senado romano que lhes fosse concedida uma cidade para viver. É-lhes então dada Carteia, com o estatuto de colónia, que foi designada por Colônia Libertinoro Carteia (em latim: Colonia Libertinorum Carteia).
Tendo o estatuto de colónia, a cidade era abrangida pelo direito romano e os seus cidadãos beneficiavam da cidadania romana completa. A cidade de Carteia prova que os legionários romanos iniciaram um processo de miscigenação com as populações autóctones da Península Ibérica, uma vez que a cidade é fundada com o objetivo de acolher as suas famílias indígenas. Assim sendo, conclui-se, com o exemplo da fundação de Carteia, que o papel do exército romano foi fulcral para a Romanização da Península Ibérica.